# Dymaczewo Nowe
Dymaczewo Nowe – wieś w Polsce położona w województwie wielkopolskim, w powiecie poznańskim, w gminie Mosina.
W latach 1975–1998 miejscowość administracyjnie należała do województwa poznańskiego.

## Transport

### Drogi
- Droga wojewódzka nr 431: Mościenica – Wronczyn
- Droga wojewódzka nr 306: Nowe Dymaczewo – Lipnica